# Astragalus glabellus
Astragalus glabellus är en ärtväxtart som beskrevs av Dieter Podlech. Astragalus glabellus ingår i släktet vedlar, och familjen ärtväxter. Inga underarter finns listade i Catalogue of Life.